# Agrodiaetus zhicharevi
Agrodiaetus zhicharevi är en fjärilsart som beskrevs av Sovinsky 1915. Agrodiaetus zhicharevi ingår i släktet Agrodiaetus och familjen juvelvingar. Inga underarter finns listade i Catalogue of Life.